# Halifaxský výbuch
Halifaxský výbuch je označení pro největší explozi zapříčiněnou člověkem před odpálením atomové bomby a jednu z největších explozí způsobených nejadernými výbušninami v historii lidstva. Došlo k ní 6. prosince 1917 v 9:04:35 v kanadském přístavu Halifax poté, co se zde srazila norská loď Imo s francouzskou nákladní lodí Mont Blanc, mající na palubě přes 2400 tun výbušnin (TNT, kyseliny pikrové a střelné bavlny) a přes 200 tun hořlavin (benzenu). Mont Blanc začal hořet a po nějaké době vybuchl. Exploze zničila přístav a přilehlou část Halifaxu (hlavní ničivou roli hrály tsunami, tlaková vlna a požáry ze žhavých trosek, které exploze vymrštila do vzdálenosti několika kilometrů). Bezprostředně zahynulo 2000 lidí, tisíce dalších byly zraněny (asi 1000 z nich na následky zranění později zemřelo).
Mont Blanc, francouzská nákladní loď, která byla najata francouzskou vládou na převoz munice, se v 8:40 srazila s nenaloženou norskou lodí Imo, kterou si najala Komise pro podporu v Belgii. Mont Blanc začal deset minut po srážce hořet a o dalších 15 minut později vybuchl. Všechny budovy a stavby v oblasti dvou kilometrů čtverečních kolem výbuchu byly zničeny, včetně budov v sousedních obcích Richmond a Dartmouth. Výbuch vyvolal vlnu tsunami v přístavu a vzdušnou tlakovou vlnu, která do vzdálenosti několika kilometrů převracela stromy, ohýbala kolejnice, ničila budovy, potápěla lodě a rozmetávala části Mont Blancu.

## Události před výbuchem

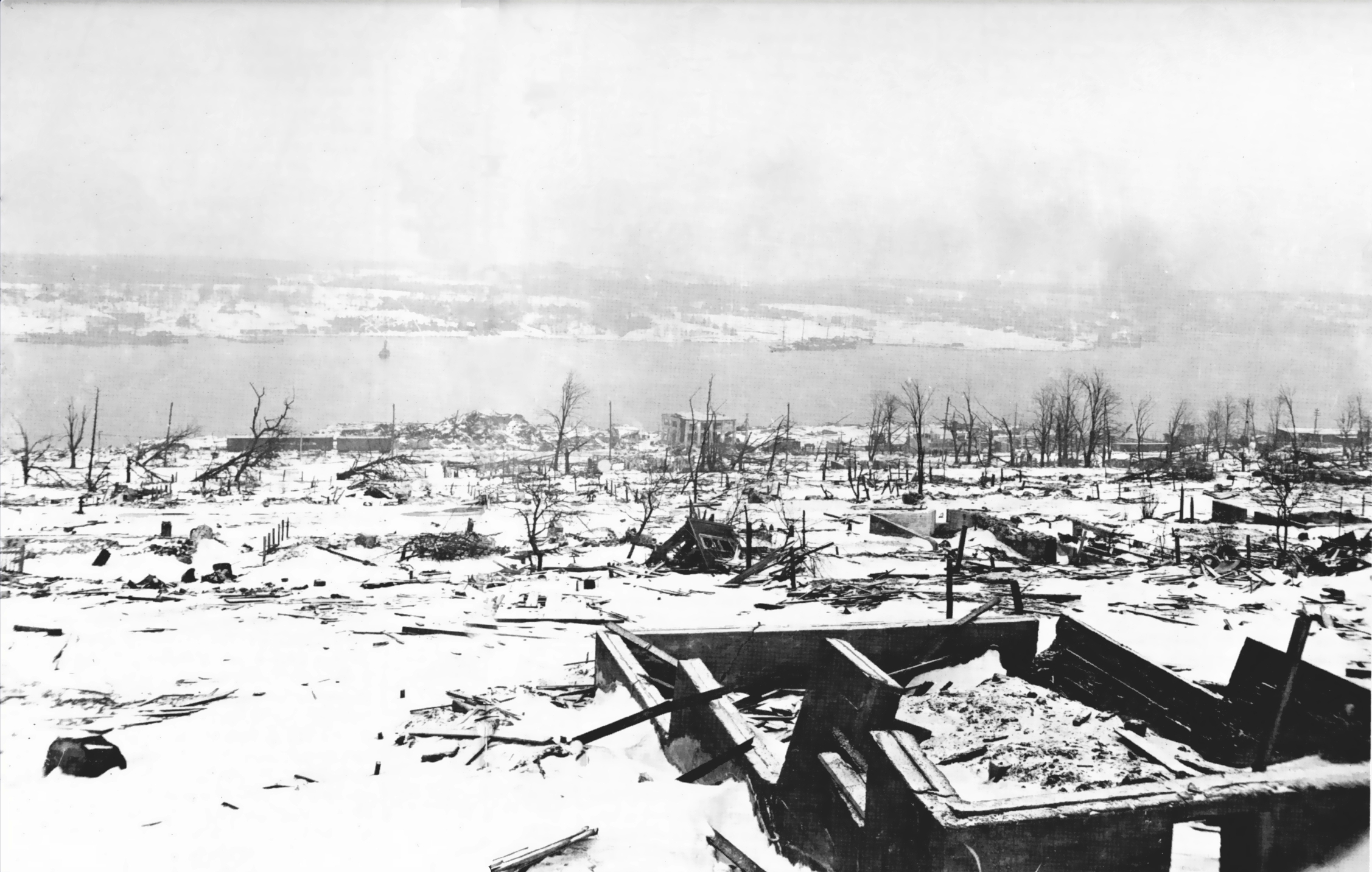
Přístav po výbuchu, na protější straně je vidět loď Imo

1. prosince 1917 vyplul Mont Blanc, nákladní loď o nosnosti 3 121 tun, dlouhá 97,5 metru a široká 13,7 metru, z New Yorku, aby se připojil k válečnému konvoji v zátoce Bedford Basin v Halifaxu. Loď nevyvěsila varovné vlajky upozorňující na nebezpečný náklad, aby se nestala cílem německého říšského námořnictva, které již potopilo mnoho novějších a rychlejších lodí, takže pro válečná úsilí zbyla již jen méně ideální plavidla. Na palubě bylo 2 653 115 kilogramů výbušnin a hořlavin. V roce 1917 měl náklad hodnotu 3 601 290 USD (dnes až 60 miliónů USD) a skládal se z následujících položek:
- 223 tun benzenu
- 56 tun střelné bavlny
- 1602 tun tekuté kyseliny pikrové
- 544 tun suché kyseliny pikrové
- 227 tun TNT

5. prosince Mont Blanc, jemuž velel kapitán Aimé Le Médec, dorazil do kontrolního bodu poblíž ostrova McNabs a očekával povolení ke vplutí do přístavu, ale bylo příliš pozdě. Halifaxský přístav byl vybaven dvěma protiponorkovými sítěmi, které byly spuštěny od soumraku do svítání. Tyto sítě bránily ponorkám i lodím ve vplutí nebo vyplutí. Za 1. světové války měly bránit útoku Centrálních mocností na lodě a posily spojenců posílané do Evropy. Ve stejnou dobu Imo, loď o nosnosti 5 043 tun, 131,5 metrů dlouhá a 13,8 metrů široká, jejímž kapitánem byl Hakon From, byla vyslána do New Yorku, aby vyzvedla dodávky pomoci pro civilisty v Belgii, ale dodávka uhlí do této lodě přišla příliš pozdě, a tak i tato loď promeškala čas uzavření přístavu při západu slunce. Nevezla žádný náklad.

## Srážka a požár
Následující ráno 6. prosince, krátce po otevření přístavu kolem 7:30 hodin, se Imo pokusila odplout kanálem na pravé straně, když se setkala s připlouvající lodí. Provoz na obousměrném průplavu úzkou částí přístavu (nazývaném „The Narrows“ – česky Úžiny, spojoval Atlantský oceán a vnější přístav s Bedford Basin) nebyl tehdy omezen a lodě dodržovaly zavedená protikolizní pravidla. Posádky obou plavidel se dohodly, že se minou po nesprávné straně (podle námořních předpisů) a Imo bude kormidlovat do přístavu. To bylo výhodné pro připlouvající loď, která kotvila na halifaxské straně přístavu.
Kolem 8:15 zůstávala Imo v přístavním kanálu, zatímco Stella Maris, vlečná loď se dvěma bárkami, se jí vyhnula tak, že zůstala na halifaxské straně přístavu.
Když Imo odplouvala přístavním kanálem, pravým kanálem připlouval Mont Blanc. Po sérii pískání z obou lodí, které naznačovalo, že obě chtějí zůstat ve svém kurzu, Le Médec nakonec nařídil Mont Blancu plout do přístavu, čímž poslal loď do prostředního kanálu. Ve stejnou chvíli Imo zahájila zpětný tah, aby zastavila, ale zpětný ráz lodních šroubů ji také poslal do tohoto kanálu. Kombinace úhybných manévrů obou lodí v poslední chvíli je poslala do kolizního kurzu.
Přibližně v 8:45 narazila příď Imo do pravého boku Mont Blancu, což zapálilo benzen a kyselinu pikrovou. Imo se pokusila stáhnout se zpět, což patrně vyvolalo další jiskry. Od této chvíle hořely barely benzenu uložené na palubě Mont Blancu.
Když se oheň nekontrolovaně šířil, posádka Mont Blancu se nedokázala dostat k hasicímu vybavení, a protože věděla, co veze za náklad, rychle pod kapitánovým velením opustila loď. Varováním, které prchající posádka křičela ve své rodné francouzštině, lidé nerozuměli. Dva záchranné čluny s posádkou bezpečně dorazily na dartmouthskou stranu přístavu, zatímco hořící loď byla unášena k halifaxskému pobřeží.
Na pomoc hořícímu Mont Blancu připluly další lodě. Zejména posádka Stelly Maris se pokusila uhasit plameny na lodi svou požární hadicí. Když se to nepovedlo, loď se dvakrát pokusila odvléct opuštěný Mont Blanc ven z přístavu. Na pomoc byly vyslány také posádky lodí HMCS Niobe a HMS Highflyer.
Na březích se shromáždili zvědavci, kteří sledovali, jak Mont Blanc nakonec doplul k molu 6 na richmondském pobřeží, načež se požár rozšířil na pevninu. Na místo dorazili halifaxští hasiči ze stanice číslo 2 s prvním motorovým hasičským vozem v Kanadě, přezdívaným Patricia. K požáru přijeli i hasiči ze stanic v Brunswick Street, Gottingen Street a Quinpool Road.

## Výbuch a jeho následky

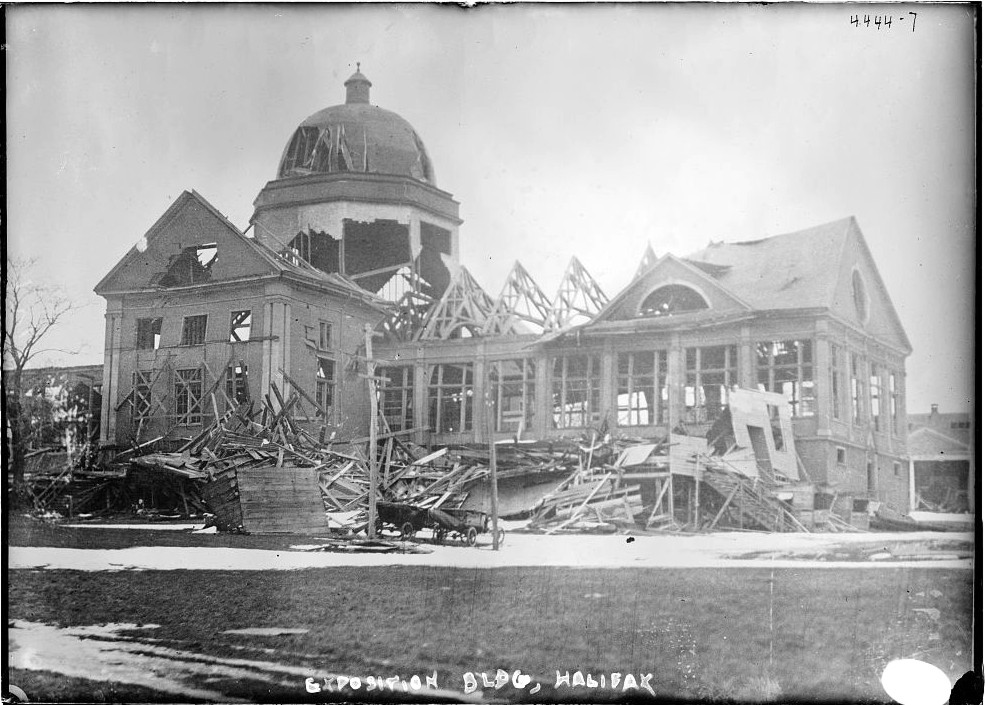
Zničená budova

V 9:04:35 náklad Mont Blancu vybuchl. Exploze měla větší sílu, než jakákoli jiná lidmi způsobená exploze před ní. Rovnala se přibližně třem tisícům tun TNT. (Pro srovnání: atomová bomba Little Boy, svržená na Hirošimu, měla účinek asi 15 tisíc tun TNT.) Loď byla okamžitě zničena obrovskou ohnivou koulí, která se vzedmula do vzduchu do výše více než 1,6 kilometru a vytvořila obrovský hřibovitý oblak. Po celém Halifaxu a Dartmouthu dopadaly části horkého kovu. Síla výbuchu vytvořila vlnu, která dosáhla na halifaxské straně výšky až 18 metrů nad značkou vysoké vody. To způsobilo rychlý úbytek vody v přístavu v okolí výbuchu a následný úder vody na pevninu. Účinek byl ještě zřejmě ovlivněn úzkou sekcí přístavu. O této události se zachovalo jen málo informací, protože když vlna udeřila, byla většina svědků omráčená a zraněná, nicméně i vlna měla na svědomí oběti na životech mezi lidmi, které smetla z přístavu do vody. Imo byla tsunami vyzvednuta na dartmouthské pobřeží. V následujících deseti minutách po výbuchu padal na město černý déšť nespotřebovaného uhlí, který pokryl přeživší lidi a trosky budov černým povlakem.
Protože k výbuchu došlo v zimě, způsobil převržení nebo vysypání mnoha hořících kamen a pecí a zapálených lamp, čímž vzniklo mnoho požárů, zvláště na Severním konci Halifaxu. Hořely celé ulice. Kvůli přípravě na zimu byly všude velké zásoby paliva. V ohni zahynulo mnoho lidí, kteří přežili samotnou explozi. Problémy nastaly také tehdy, když přijeli hasiči ze sousedních obcí a nemohli použít svoje vybavení, protože hadice a hydranty mezi různými obcemi nebo regiony nebyly tehdy standardizovány. Vítr však byl příznivý, a tak hasiči, vojáci a dobrovolníci zvládli většinu požárů do večera.
Zničeno bylo přibližně 1,32 km2 Halifaxu. Oblast do vzdálenosti 1,6 km kolem místa výbuchu byla neobyvatelná. Mezi mrtvými byli lidé, kteří se shromáždili kolem lodě, aby pomáhali nebo se jen dívali. Mnozí z nich byli zasaženi tsunami. Také ti, kteří se na požár dívali z oken budov, byli zabiti nebo těžce zraněni, když byla okna roztříštěna směrem dovnitř.

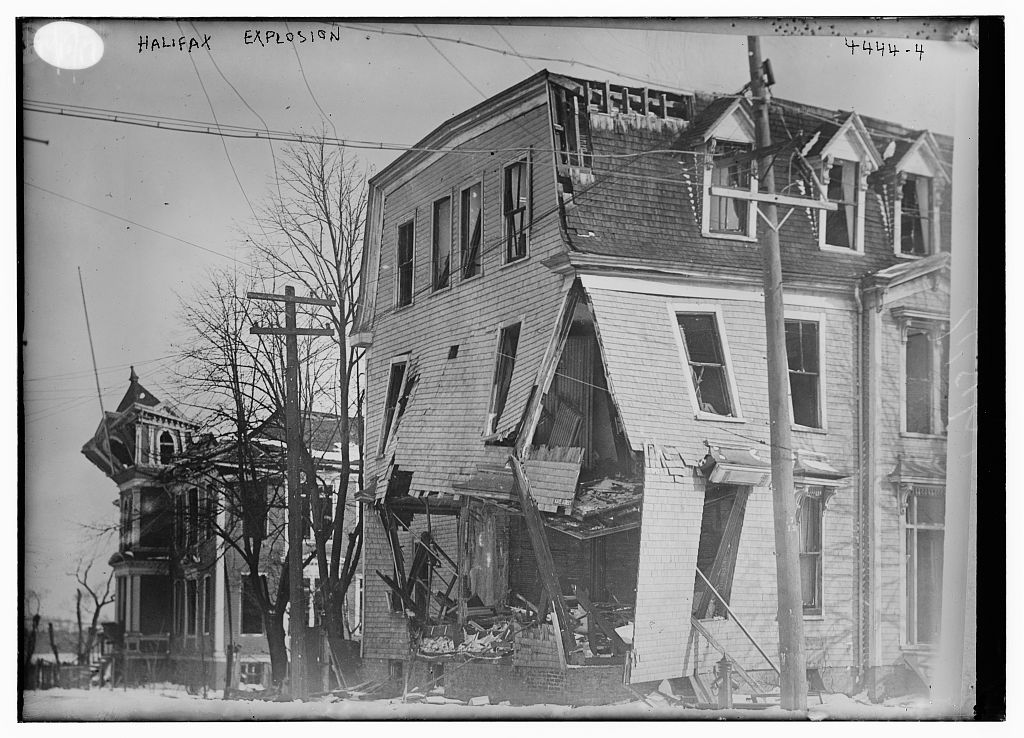
Další poškozené budovy

Profesor Howard Bronson z Dalhousijské univerzity později uvedl, že při katastrofě byly poškozeny budovy a roztříštěna okna až v obcích Sackville a Windsor Junction ve vzdálenosti přibližně 16 kilometrů. Budovy se znatelně otřásaly a předměty padaly z polic až v obcích Truro (100 km od výbuchu) a New Glasgow (126 km od výbuchu). Výbuch byl cítit a slyšet až v Charlottetown na Ostrově prince Edwarda (215 km) a na severu ostrova Cape Breton (360 km).
Na celé město se snesly úlomky Mont Blancu. Část násady jeho kotvy, vážící 517 kg, byla odmrštěna do vzdálenosti 3,78 km na západ od výbuchu, zatímco hlaveň děla dopadla v Dartmouthu více než 5,5 km na východ. Část vraku byla vražena do zdi kostela svatého Pavla, kde zůstala dodnes.

### Údajný druhý výbuch
Přibližně hodinu po prvním výbuchu se začaly šířit fámy o druhém. I přes velký počet disciplinovaných záchranářů, z nichž mnozí byli členové armády, a přestože nejsou žádné záznamy o tom, že byl vydán rozkaz k evakuaci, vojáci údajně začali vyklízet oblast s obavami, že kouř stoupající z námořního muničního skladu v kasárnách Wellington znamená hrozbu další exploze. Na místě bylo opravdu uskladněno velké množství výbušného materiálu a munice, ale kouř byl důsledkem rozmetaného hořícího uhlí, které personál skladu na místě uhasil. Mnoho záchranných prací bylo přerušeno, když davy lidí prchaly do výše položených míst a otevřených oblastí na Citadel Hill, Point Pleasant Park a Halifax Commons na rozkazy uniformovaných mužů. Záchranáři a oběti čekali téměř do poledne, než se situace uklidní, ačkoli některé záchranné složky ignorovaly evakuaci a pokračovaly v práci. V chaosu a zmatku se šířil strach z německých útoků. Mnozí lidé si mysleli, že první výbuch nebyla nehoda, což ještě podpořilo myšlenky na druhý.

### Blizard
Ačkoli v tuto roční dobu je to neobvyklé, následující den přišel blizard, který přinesl 40 centimetrů sněhu. Lidé, kteří zůstali uvězněni v troskách, ranění nebo nezvěstní, byli často ponecháni v mrazu a stali se dalšími oběťmi. Záchranáři museli pracovat v bouři a mnoho lidí, kteří přišli o domov, hledalo útočiště, kde jen mohli. Domy, které zůstaly stát, při explozi přišly o okna, takže je lidé uvnitř zabezpečovali pomocí dehtového papíru, koberců a jiných dostupných materiálů. Na druhou stranu sníh pomohl hasičům uhasit dohořívající požáry.

## Lidské ztráty a škody
Ačkoli není přesně známo, kolik si katastrofa vyžádala obětí na životech, běžně se odhaduje jejich počet na 2 000. Oficiální databáze sestavená za pomocí archívů Nového Skotska obsahuje 1 950 jmen. Přímo při výbuchu, následné vlně tsunami a zřícení budov zahynulo až 1 600 lidí a dalších 9 000 bylo zraněno, 6 000 z nich těžce. Výbuch a následné požáry zcela zničily 1 630 domů a 12 000 dalších poškodily, čímž zůstalo přibližně 6 000 lidí bez přístřeší a dalších 25 000 bez adekvátního bydlení. Přístav a průmyslová zóna byly z velké části zničeny a mnoho jejich zaměstnanců bylo mezi oběťmi.
Při výbuchu zahynulo více obyvatel Nového Skotska než během samotné 1. světové války. Podle podrobných odhadů bylo mezi mrtvými 600 dětí ve věku do 15 let, 166 dělníků, 134 námořníků a vojáků, 125 řemeslníků a 39 železničářů.
Spousta raněných utrpěla trvalé následky a mnoho lidí mělo poškozený zrak od odlétávajících skleněných střepů. Hořící loď sledovaly v přístavu tisíce lidí, mnozí z nich se dívali okny z budov, takže se ocitli přímo v cestě letícím střepům z roztříštěných oken. Přibližně 600 lidí utrpělo zranění očí a 38 z nich trvale přišlo o zrak. Velký počet zranění očí vedl k tomu, že jim lékaři lépe porozuměli a došlo k významnému pokroku v jejich léčbě. Halifax se následně stal mezinárodně známým centrem léčby slepoty a mířilo sem mnoho pacientů.[zdroj?]
Celkové škody se odhadovaly na 35 miliónů USD (při hodnotě dolaru v roce 1917; v současné době (2006) by se, vzhledem k inflaci, tato částka vyrovnala 500 miliónům USD).

## Zasažené obce
Ačkoli nejhůře byl zasažen a nejvíce škod utrpěl Halifax, zejména jeho Severní konec, oběti byly také v některých sousedních obcích.

### Dartmouth
Dartmouthská strana přístavu nebyla tak hustě obydlená jako halifaxská, navíc byla oddělená od výbuchu samotným přístavem, ale přesto utrpěla velké škody. Odhaduje se, že na této straně zahynulo téměř 100 lidí. Okna byla roztříštěna, mnoho budov bylo poškozeno nebo zničeno. Jedinou nemocnicí na dartmouthské straně přístavu byla Novoskotská nemocnice (Nova Scotia Hospital), která ošetřila mnoho raněných.

### Mi'kmaq
Malá osada Mi'kmaq ležící přímo naproti Halifaxu na Tuftském pobřeží byla kompletně srovnána se zemí. O následcích výbuchu v této osadě domorodců je bohužel zaznamenáno jen málo informací. Ví se, že osada se datuje do začátku 18. století a 6. listopadu bylo rozhodnuto o jejím přemístění do indiánských rezervací. V den katastrofy zde žilo méně než 20 rodin. Podle záznamů zde bylo nalezeno 9 těl a osada byla v okamžiku výbuchu opuštěná.

### Africville
Černošská osada Africville na jižním břehu Bedford Basin vedle Halifaxského poloostrova byla údajně chráněna okolní krajinou a většinu zranění zde způsobila rozbitá okna. Není známo, kolik informací nebylo bílými úředníky jednoduše zaznamenáno.

## Hrdinství

### Vince Coleman
Počet obětí mohl být ještě větší, nebýt oběti železničního dispečera Vince Colemana ve stanici Richmond Railway Yards, který se spolu se svým kolegou dozvěděl od jednoho z námořníků o nebezpečí z hořícího Mont Blancu. Oba začali utíkat, ale Coleman si vzpomněl, že za několik minut má do stanice přijet osobní vlak ze Saint Johnu, a vrátil se na své místo, aby poslal urgentní telegrafickou zprávu „zastavte vlak, hoří loď s municí, blíží se k molu 6, sbohem“.
Vlak, údajně v reakci na zprávu, zastavil v Rockinghamu v bezpečné vzdálenosti od výbuchu, čímž byly zachráněny životy přibližně 300 cestujících. Navíc Colemanovu zprávu zachytily další stanice, což pomohlo železničářům okamžitě odpovědět. Zachráněný vlak později převážel raněné a lidi bez domova do Trura. Coleman byl při výbuchu zabit na svém pracovišti. Je uctíván jako hrdina a součást kanadské historie a má své místo v Atlantickém námořním muzeu (Maritime Museum of the Atlantic) v Halifaxu.

### Hasiči
Mezi prvními, kteří na katastrofu odpověděli, byli hasiči spěchající k Mont Blancu uhasit požár ještě předtím, než došlo k výbuchu. Hráli také významnou roli při pomoci zničenému městu po výbuchu. Členové hasičského sboru přijížděli na pomoc z celého Halifaxu, ke konci i ze vzdálenějších měst (Springhill, Amherst, Moncton) ve zvláštních vlacích.
Halifaxský hasičský sbor měl v tu dobu 8 stanic, 122 členů (z toho 36 na plný úvazek), 13 strojů (jeden motorový) a přibližně 30 koní. Jako první dorazili k molu 6 hasiči ze stanice 2 na West Street s Patricií, prvním motorovým hasičským vozem v Kanadě. Odpovídali na přístavní požární poplach v boxu 83 na rohu Roome Street a Campbell Road (nyní Barrington Street), vyvolaný, když se Mont Blanc blížil k molu 6. Ačkoli přístavní poplachy byly pro hasiče rutinou, toho dne to bylo jiné. Majitel jednoho z blízkých obchodů Constant Upham viděl, jak vážný je požár, a zavolal na pomoc další stanice. Uphamův obchod byl na Campbell Road, přímo před hořící lodí, a jako jedna z mála budov v té době měl telefon. Upham volal krátce po 8:45. I přesto nikdo z hasičů nevěděl, že hořící loď převáží munici. Když na místo dorazili hasiči ze stanice 2 na West Street, stanice 1 na Brunswick Street, stanice na Gottingen Street a stanice 5 na Quinpool Road, posádka lodi byla pravděpodobně stále na palubě.
Na místě byli požární velitel Edward P. Condon a jeho zástupce William P. Brunt, kteří dorazili z Brunswick Street. Žár byl nesnesitelný a velitel Condon znovu vyvolal poplach v hlásiči 83. V posledních chvílích před výbuchem byly rozmotávány hadice a oheň se šířil do přístavu. Na cestě z Brunswick Street byl také hasič v penzi John Spruin st. s koňskou pumpou a hasič John H. E. Duggan ze stanice 7 na Isleville Street s dalším koňmi taženým vozem.
Když v 9:05 přišla exploze, nikdo z hasičů nevěděl o nebezpečí. Na místě byli zabiti velitel Edward Condon, jeho zástupce William Brunt, kapitán William T. Broderick, kapitán G. Michael Maltus, hasič Walter Hennessey a hasič Frank Killeen z Patricie. Na cestě k ohni byli zabiti odlétávajícími troskami John Spruin a John Duggan i se svými koňmi. Hasič z Patricie Frank D. Leahy podlehl svým zraněním 31. prosince 1917. Při výkonu služby tedy toho dne zahynulo devět členů halifaxského požárního sboru. Jediný hasič, který na místě přežil, byl řidič Patricie Billy Wells, který byl v okamžiku výbuchu ve voze. Přežil také hasič Albert Brunt, který na místě nebyl, protože když se snažil naskočit do Patricie jedoucí k požáru, uklouzl a upadl.
Město několik dní po výbuchu zakoupilo novou pumpu. Patricia byla později rekonstruována společností American LaFrance, která darovala rodinám hasičů 1 500 dolarů. Od města dostaly rodiny hasičů 1 000 dolarů až na jednu, která dostala 500.
6. prosince 1992, u příležitosti 75. výročí katastrofy, vztyčil Halifaxský požární sbor památník na místě současné stanice 4 na počest hasičů, kteří zemřeli při boji s požárem Mont Blancu.

## Lékařská pomoc
Téměř okamžitě po výbuchu začali halifaxské nemocnice zaplňovat mrtví a ranění. Do ošetřování tisíců pacientů byl zapojen každý, kdo měl lékařské znalosti a zkušenosti, ať už vojenské nebo civilní. Lékaři a sestry přijížděli již ten den odpoledne z Amherstu, Trura, Kentville a New Glasgow zvláštním vlakem. Mezi prvními záchrannými týmy byl vojenský lékařský personál, který měl loď v přístavu nebo v dohledu nebo doslechu výbuchu. Silná byla pomoc z USA, zvláště z Massachusetts, odkud byly vyslány vlaky s lékaři, sestrami, zdravotníky a materiálem.
Mezi utrpěnými zraněními bylo mnoho poranění nebo vyražení očí, tržných ran a amputací. Lékaři pracovali nepřetržitě několik dní. Pomáhali i studenti medicíny z Dalhousijské univerzity, včetně těch, kteří teprve v září začali studovat. Na pomoc po katastrofě přišel i Červený kříž a Armáda spásy, které stáhly své zdroje z války v zámoří.

### Zařízení

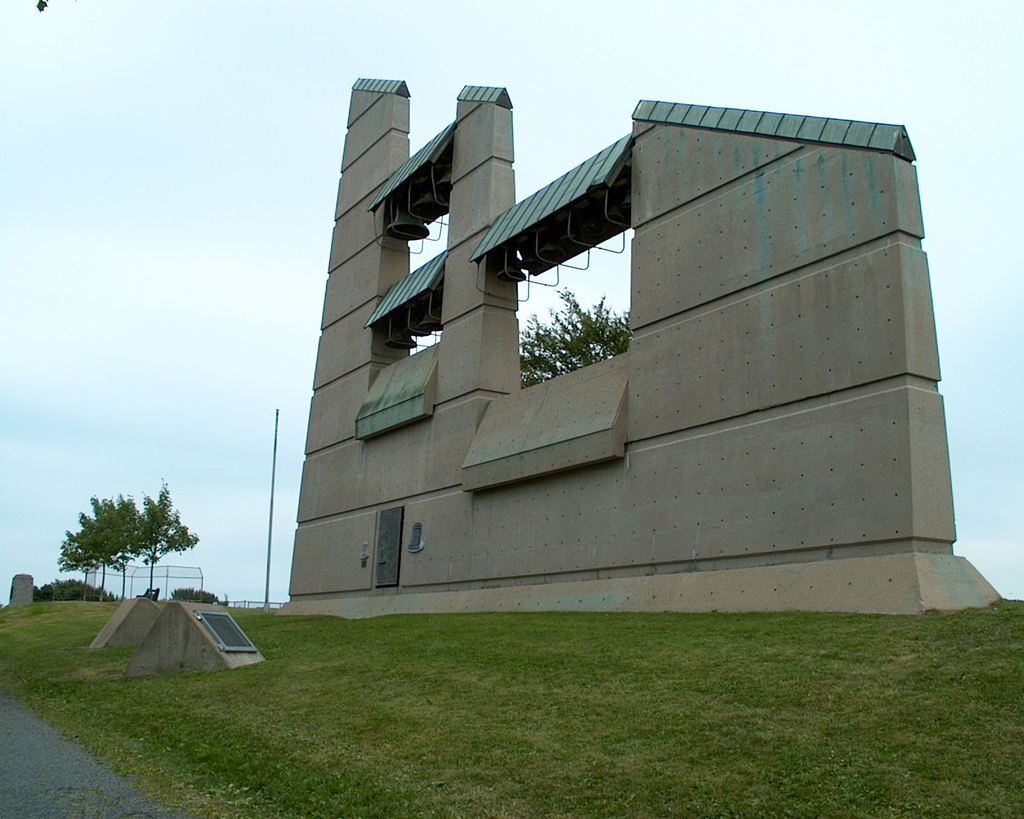
Památník na událost exploze

V Halifaxu byly v té době 4 veřejné, 4 vojenské a 7 soukromých nemocnic. Nejdůležitější byly Victoria General Hospital a Camp Hill Hospital, které přijaly mnoho kriticky zraněných, zatímco lehčí zranění byla posílána na jiná místa a do dočasně zřízených ošetřoven.
Největší civilní nemocnice v Halifaxu tehdy byla Victoria General Hospital. Ve třech operačních sálech byli po výbuchu nepřetržitě operováni a ošetřováni kriticky ranění. Camp Hill Hospital byla vojenská nemocnice dostavěná dříve téhož roku. Byla rychle vybudována, aby ošetřovala velký počet raněných, kteří se vrátili z války v Evropě. Byla dokončena jen několik měsíců před explozí a v prvních 24 hodinách po ní ošetřila 1 400 zraněných.
Na dartmouthské straně přístavu pomáhala i nemocnice pro duševně nemocné, známá jako Mount Hope. Byla otevřena v roce 1859 a po dokončení byla schopna přijmout 250 pacientů. Počátkem 20. století byla přejmenována na Nova Scotia Hospital. Po výbuchu přijala 200 pacientů.

## Vánoční strom
Každé Vánoce od roku 1971 daruje Nové Skotsko městu Boston velký vánoční strom jako poděkování za pomoc bostonského Červeného kříže a Massachusettské komise pro veřejnou bezpečnost, která byla poskytnuta ihned po katastrofě. Strom je oficiálním bostonským vánočním stromem a během svátků stojí ve veřejném parku Boston Common. Novoskotské ministerstvo přírodních zdrojů má na strom specifické požadavky. Musí to být jedle balzámová, smrk sivý nebo smrk červený, 12 až 16 metrů vysoký, zdravý a s pěknou barvou, s měrnou hmotností průměrnou až velkou, rovnoměrný, symetrický a snadno dosažitelný.